# Leviczky Andor
Leviczky Andor (Velence, 1902. január 20. – Budapest, 1978. április 13.) magyar bábművész, színész, érdemes művész.

## Életpályája
Velencén született 1902. január 20-án. Pályáját mint színész és rendező kezdte, számos vidéki színház tagjaként zenés és prózai szerepekben, bonvivánok és fiatal hősök megformálójaként, egyaránt szép sikereket aratott. Játszott és rendezett többek között Szabadkán, Szegeden, Szombathelyen, Erdélyben, Kárpátalján. Önmagáról nyilatkozta:

„Édesanyám, Csapó Böske, Budapest kedvenc primadonnája volt, apám gyógyszerész. Érettségi után, amikor vágyaimat meglibbentettem szüleim előtt, apám csak édesanyám nagy kérésére engedett színiiskolába azzal, hogy »ha ez a gyerek eltévelyedne, a másik kettő lehet még becsületes ember is«. De aztán csak megengesztelődött apám is, belátta, hogy a vérem hajtott a színpad felé. Meg azt is belátta, hogy nemcsak a gyógyszerekkel lehet segíteni az embereken, lelke is van a világnak, és mi azokat a lelkeket kezünkben tarthatjuk…
…1920-ban, a Népszavában olvastam egy tudósítást arról, hogy a MIMOSZ tehetséges fiatalokat színésszé képez ki. Ez a MIMOSZ, a Munkások Irodalmi és Művészeti Országos Szövetsége rövidítése volt. A Nagydiófa utca 3.-ban működött a színésziskola, fölvettek. Halmi Margit tanította a színpadi gyakorlatot, Bárdi Ödön a maszkírozást, Fekete Pál a táncot. Majdnem két évig jártam oda, de 1921-ben a MIMOSZT betiltották. Engem az Óbudai Kisfaludy Színházhoz szerződtetett Pintér Imre. A cigánybáró egyik cigánya volt az első szerepem. Ám egy év múlva, húszéves fejjel már „szerepkörös” színész lettem Csurgón: másodbonviván…”

 1951-ben az Állami Bábszínházhoz szerződött, melynek haláláig tagja maradt. Nyugdíjasként is foglalkoztatták. A bábszínészek közül elsőként tüntették ki Érdemes Művész címmel (1976).

„A bábszerepet ugyanúgy fel kell építenem magamban, mint az »élőt«. Ugyanolyan gonddal kell készülni rá, mintha az ember maga jelennék meg a deszkákon. Sőt, ez a műfaj annyival még nehezebb is, hogy együtt kell élni a bábuval.”

## Fontosabb színházi szerepei
- William Shakespeare: Makrancos hölgy... Gremio, Bianca kérője
- Nyikolaj Vasziljevics Gogol: A revizor... Klopov Luka Lukics iskolaigazgató
- Móricz Zsigmond: Légy jó mindhalálig... Sarkadi tanár
- Jacobi Viktor: Leányvásár... Tom Migles
- Hervé: Nebáncsvirág... Chateau Gibu őrnagy
- Bónyi Adorján–Tabi László: Csipetnyi bors... Szállodaigazgató
- Carlo Gozzi: Szarvaskirály... Déramo király
- Jevgenyij Lvovics Svarc: A sárkány... Kovács
- Jonathan Swift–Jékely Zoltán: Gulliver az óriások földjén... Drautonránd, bábjátékos
- Petőfi Sándor–Képes Géza: János vitéz... Francia király
- Gádor Béla: Potyautazás... Bugyuta Kázmér, albérlő és világjáró
- Erdődy János: New-York 42. utca... Mr. Morton, bankár
- Ignácz Rózsa: Tündér Ibrinkó... Mózsi bá'
- Benedek András: Százszorszép... Ördög
- Móra Ferenc– pPápa Relli: Csalavári Csalavér... Mackó bácsi
- Tersánszky Józsi Jenő: Misi Mókus kalandjai... Mókus tanító
- Tersánszky Józsi Jenő: Misi Mókus újabb kalandjai... Rókus Mókus
- Tatay Sándor: Kinizsi Pál... Magyar Balázs, Mátyás vezére
- Babay József: Csodatükör... Halál
- Tamási Áron: Búbos vitéz... Hujki, kiskirály
- Tamási Áron: Szegény ördög... Kampecz
- Weöres Sándor: Csalóka Péter... Bíró Pál
- Kodály Zoltán: Háry János... Ferenc császár; Napóleon
- L. Frank Baum: Óz, a csodák csodája... Óz

## Filmek, tv
- Véletlen? (1956)
- Mi újság a Futrinka utcában? (sorozat)

- Szép álmokat, Cicamica! című rész (1962) – Mackó